# Nagojanahalli
Nagojanahalli è una suddivisione dell'India, classificata come town panchayat, di 8.402 abitanti, situata nel distretto di Krishnagiri, nello stato federato del Tamil Nadu. In base al numero di abitanti la città rientra nella classe V (da 5.000 a 9.999 persone).

## Geografia fisica
La città è situata a 12° 23' 22 N e 78° 17' 32 E.

## Società

### Evoluzione demografica
Al censimento del 2001 la popolazione di Nagojanahalli assommava a 8.402 persone, delle quali 4.277 maschi e 4.125 femmine. I bambini di età inferiore o uguale ai sei anni assommavano a 1.003, dei quali 534 maschi e 469 femmine. Infine, coloro che erano in grado di saper almeno leggere e scrivere erano 5.034, dei quali 3.007 maschi e 2.027 femmine.